# Hiệp hội Blockchain Việt Nam
Hiệp hội Blockchain Việt Nam (tiếng Anh: Vietnam Blockchain Association - VBA) là một tổ chức phi lợi nhuận, được thành lập theo Quyết định số 343/QĐ-BNV ngày 27/4/2022 của Bộ Nội vụ. Hiệp hội Blockchain Việt Nam là tổ chức xã hội nghề nghiệp có pháp nhân chính thức đầu tiên và duy nhất, quy tụ những người đam mê nghiên cứu và ứng dụng công nghệ Blockchain trên toàn lãnh thổ Việt Nam.

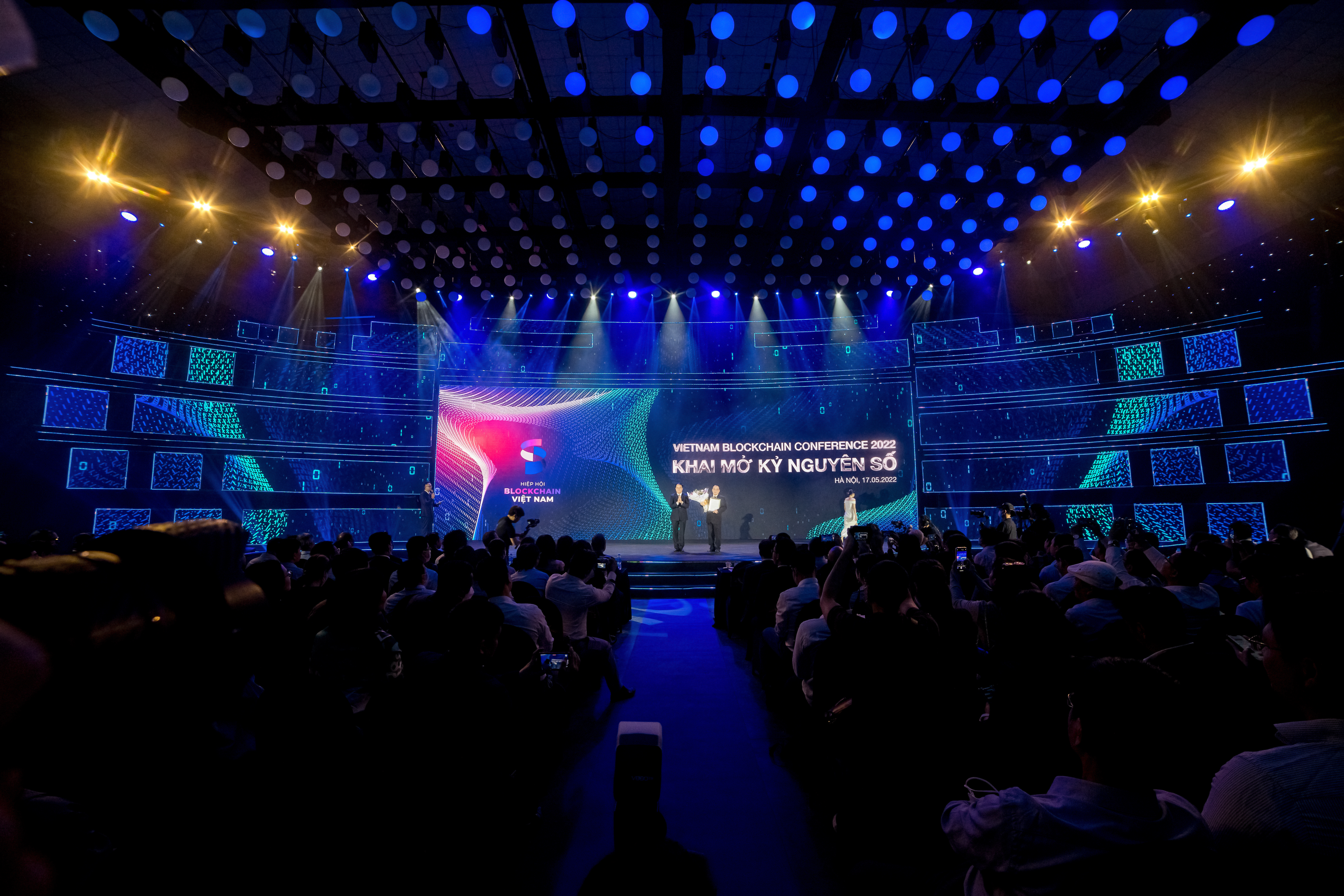
Thứ trưởng Bộ Nội vụ Vũ Chiến Thắng dự và trao Quyết định thành lập Hiệp hội Công nghệ chuỗi khối Việt Nam cho ông Hoàng Văn Huây - chủ tịch Hiệp hội Blockchain Việt Nam

Văn phòng trụ sở chính của Hiệp hội Blockchain Việt Nam đặt tại Tầng 9, toà Diamond Plaza, số 34 Lê Duẩn, Phường Bến Nghé, Quận 1, Thành phố Hồ Chí Minh.
Văn phòng đại diện Hà Nội: Tầng 2, số 48 Tràng Tiền, quận Hoàn Kiếm, Hà Nội.
Văn phòng đại diện Đà Nẵng: Tầng 20, Toà nhà Software Park, số 2 Quang Trung, Quận Hải Châu, Tp. Đà Nẵng. 

## Lĩnh vực và nhiệm vụ
- Tham vấn chính sách: Tham vấn xây dựng hành lang pháp lý quản lý Tài sản ảo (VA) và Nhà cung cấp dịch vụ tài sản ảo (VASP) tại Việt Nam.
- Phổ cập giáo dục: Phổ biến kiến thức về công nghệ Blockchain và các ứng dụng của công nghệ này đến đông đảo cộng đồng.
- Chuẩn hóa: Xây dựng tiêu chuẩn ứng dụng phát triển các sản phẩm, dịch vụ trên nền tảng công nghệ Blockchain.
- Phát triển hội viên: Tập trung nguồn lực, sức mạnh cho các nhiệm vụ liên quan tới công nghệ Blockchain.
- Thúc đẩy các ứng dụng Blockchain tại Việt Nam: Thông qua việc kết hợp với những ngành nghề, hiệp hội khác.
- Hợp tác quốc tế: Thúc đẩy kết nối, hỗ trợ các đơn vị thành viên mở rộng mạng lưới quốc tế.

## Các hoạt động nổi bật
Ngày 04 tháng 06 năm 2022, trong chuỗi sự kiện Viet Nam NFT Summit 2022, nhằm thúc đẩy việc phát triển công nghệ blockchain ở Việt Nam và tạo cầu nối với các tập đoàn công nghệ lớn trên thế giới, Hiệp hội Blockchain Việt Nam và tập đoàn Binance chính thức công bố hợp tác về trao đổi nghiên cứu/ứng dụng Công nghệ Blockchain và Đào tạo nhân lực tại Việt Nam.
Ngày 3/1/2025, Phan Đức Trung, Phó Chủ tịch thường trực được bầu làm Chủ tịch Hiệp hội thay thế Hoàng Văn Huây, nguyên Chủ tịch, đảm nhận vai trò là Chủ tịch Hội đồng cố vấn cấp cao VBA. 